# Herisau
Herisau (toponimo tedesco) è un comune svizzero di 15 730 abitanti del Canton Appenzello Esterno; ha lo status di città e dal 1877 è la capitale del cantone (sebbene la corte suprema e altre istituzioni cantonali abbiano sede a Trogen).

## Storia
Dal territorio di Herisau nel 1648 fu scorporata la località di Schwellbrunn e nel 1720 quella di Waldstatt, divenute comuni autonomi.

## Monumenti e luoghi d'interesse

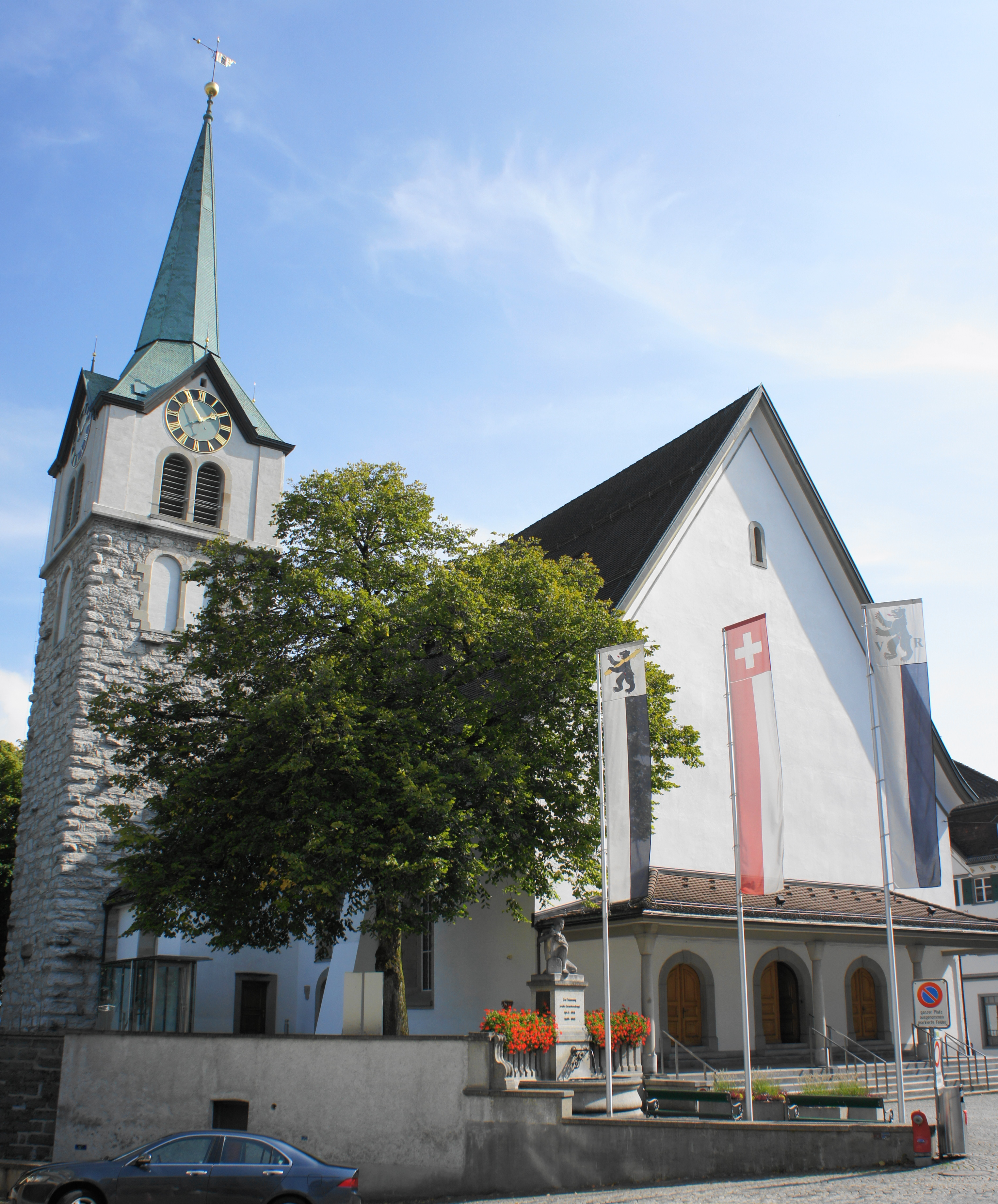
La chiesa riformata

- Chiesa riformata (già di San Lorenzo), attestata dal 907 e ricostruita nel 1516-1520.[1] Classificata come bene culturale di importanza nazionale.
- Chiesa cattolica, eretta nel 1878-1879 e ricostruita nel 1936-1937[1].
- Rovine del castello di Rosenburg, situate a ovest della città.

## Società

### Evoluzione demografica
L'evoluzione demografica è riportata nella seguente tabella:
Abitanti censiti

### Qualità della vita
Herisau ha ottenuto il titolo Città alpina dell'anno nel 2003.

## Infrastrutture e trasporti

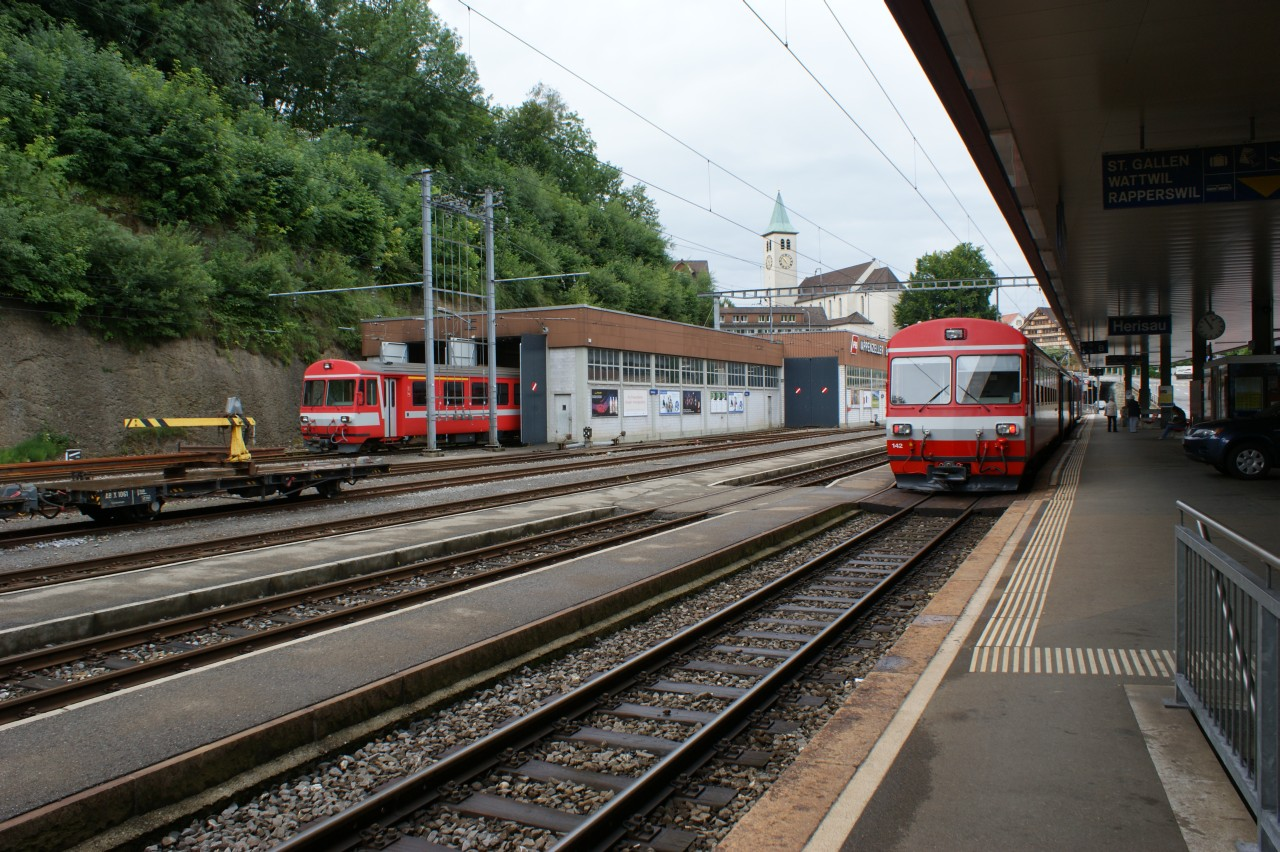
La stazione di Herisau

Herisau è servito dall'omonima stazione e dalla stazione di Wilen sulla ferrovia Gossau-Appenzello (linea S23 della rete celere di San Gallo).

## Amministrazione
Ogni famiglia originaria del luogo fa parte del cosiddetto comune patriziale e ha la responsabilità della manutenzione di ogni bene ricadente all'interno dei confini del comune.